# Отарчик (Кировский район)
Отарчи́к (укр. Отарчик, крымскотат. Otarçıq, Отарчыкъ) — исчезнувшее село в Кировском районе Республики Крым, располагавшееся на востоке района, на правом берегу реки Чурюк-Су, примерно в 1,5 км к северу от современного села Журавки.

## История
Впервые в доступных источниках встречается, как пустующий Атарчик на военно-топографической карте генерал-майора Мухина 1817 года. На трёхверстовой карте Шуберта 1865—1876 года уже обозначен хутор Отарчик, без указания числа дворов.
После земской реформы 1890-х годов деревню приписали к Владиславской волости. По «…Памятной книжке Таврической губернии на 1892 год» в деревне Отарчик, не входившей ни в одно сельское общество, числилось 9 безземельных жителей, домохозяйств не имеющих. На верстовой карте Крыма 1896 года обозначена усадьба Отарчик, или Ени-Колеч, без указания числа дворов. По «…Памятной книжке Таврической губернии на 1902 год» в деревне Отарчик, находившейся в частном владении, числилось 24 жителя, домохозяйств не имеющих. По Статистическому справочнику Таврической губернии. Ч.II-я. Статистический очерк, выпуск пятый Феодосийский уезд, 1915 год, в имении Отарчик Владиславской волости Феодосийского уезда числился 1 двор с татарским населением в количестве 9 человек «посторонних» жителей, из которых 4 мужчины и 5 женщин. В имении числилось десятин земли, в хозяйстве имелось 1 лошадь и 1 корова.
После установления в Крыму Советской власти, по постановлению Крымревкома от 8 января 1921 года была упразднена волостная система и село вошло в состав вновь созданного Владиславовского района Феодосийского уезда, а в 1922 году уезды получили название округов. 11 октября 1923 года, согласно постановлению ВЦИК, в административное деление Крымской АССР были внесены изменения, в результате которых округа ликвидировались и Владиславовский район стал самостоятельной административной единицей. Декретом ВЦИК от 4 сентября 1924 года «Об упразднении некоторых районов Автономной Крымской С. С. Р.» Владиславовский район в октябре 1924 года был преобразован в Феодосийский и село включили в его состав. Согласно Списку населённых пунктов Крымской АССР по Всесоюзной переписи 17 декабря 1926 года, на хуторе Отарчик, Сеит-Элинского сельсовета Феодосийского района, числилось 4 двора, население составляло 23 человека, из них 10 русских, 8 греков и 5 татар. В последний раз в доступных источниках Отарчик встречается на карте 1941 года.